# Elbląg (district)
Elbląg (Pools: powiat elbląski) is een district (powiat) is het woiwodschap Ermland-Mazurië met 58.174 inwoners (2014). Het omsluit het zelfstandige stadsdistrict van Elbląg. 
Het district omvat het gebied van de voormalige Duitse landkreise Elbing en Pruisisch Holland, die tot 1945 tot Oost-Pruisen behoorden.

## Steden
- Młynary (Mühlhausen in Ostpreußen)
- Pasłęk (Preußisch Holland)
- Tolkmicko (Tolkemit)

Stadsdistricten:
Elbląg · Olsztyn

Districten:
Bartoszyce · Braniewo · Działdowo · Elbląg · Ełk · Giżycko · Gołdap · Iława · Kętrzyn · Lidzbark Warmiński · Mrągowo · Nidzica · Nowe Miasto Lubawskie · Olecko · Olsztyn · Ostróda · Pisz · Szczytno · Węgorzewo

Grootste steden:
Bartoszyce · Działdowo · Elbląg · Ełk · Iława · Giżycko · Kętrzyn · Mrągowo · Ostróda · Olsztyn · Szczytno